# Zeitgenössische Kunst
Zeitgenössische Kunst ist Kunst, insbesondere Bildende Kunst, die von sogenannten Zeitgenossen hergestellt und von anderen Zeitgenossen als bedeutend wahrgenommen wird. In der Regel – falls nicht ausdrücklich ein definierter, zurückliegender, Zeitrahmen genannt wird (z. B.;„zeitgenössische Kunst des 19. Jahrhunderts“) – ist damit die jeweilige Gegenwartskunst gemeint. Vergleichbare Benennungen in diesem Zusammenhang sind aktuelle Kunst sowie der englischsprachige Begriff contemporary art.

## Verwendung

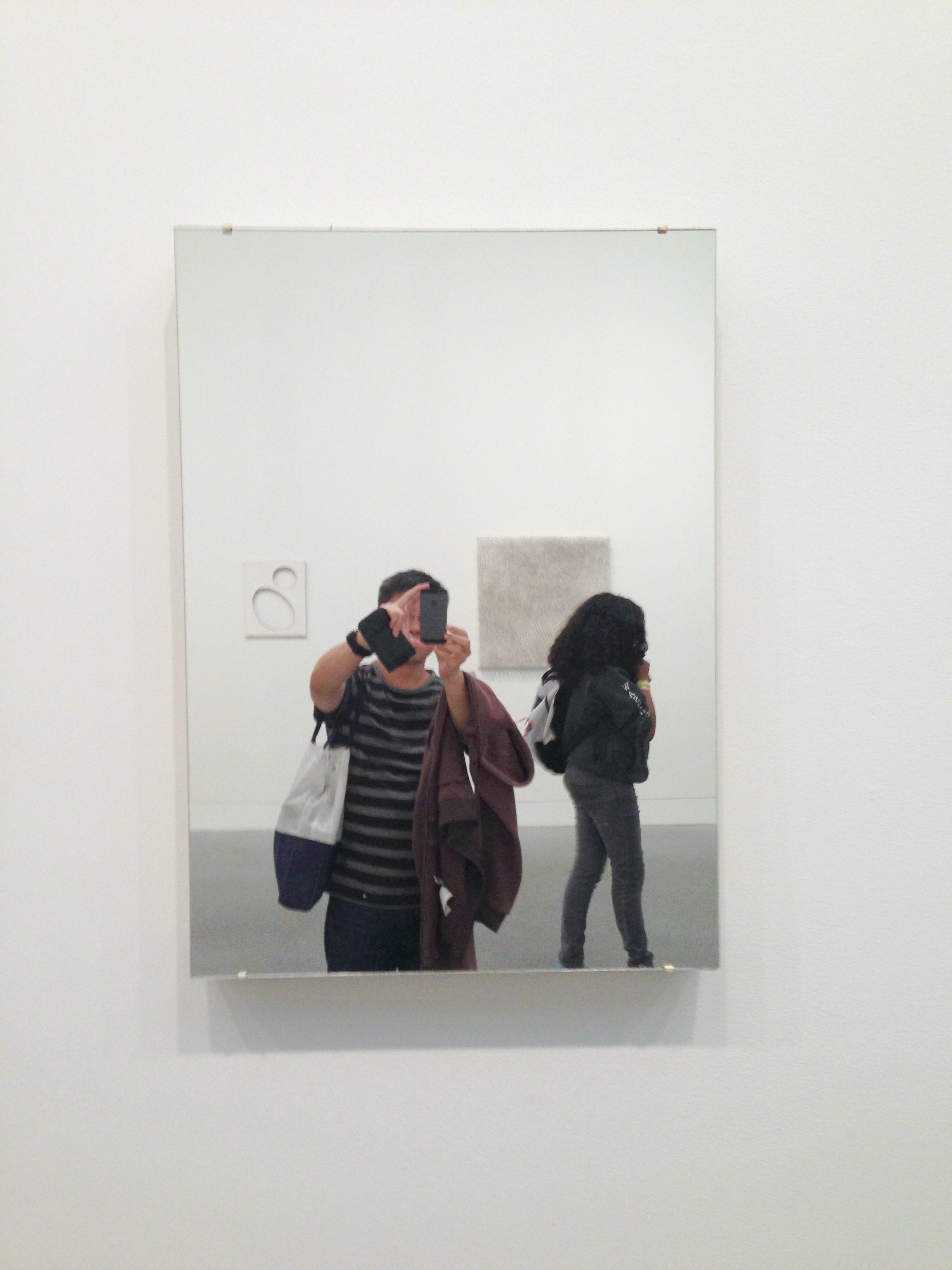
Konzeptkunst: Art & Language: Mirror Piece (1965)

Die Begriffe zeitgenössische Kunst und Gegenwartskunst werden benutzt, um die Bezeichnung Moderne Kunst bzw. Avantgarde zu vermeiden. Alltagssprachlich steht modern für „zeitgemäß, nach dem Zeitgeschmack, neuzeitlich“ und kann insofern als Synonym zu zeitgenössisch gelten. Fachsprachlich, im Kontext der Kunst- und Kulturgeschichte, ist der Begriff der Moderne jedoch mehr oder weniger fest mit einer zwar nicht abgeschlossenen, aber bereits historischen Epoche der Kunstgeschichte verbunden. Insbesondere im Zusammenhang mit dem Aufkommen des Begriffs der Postmoderne, siehe auch postmoderne Architektur, gilt hier modern nicht mehr unbedingt als zeitgenössisch oder zeitgemäß.
Mit den Begriffen zeitgenössische Kunst, Gegenwartskunst und contemporary Art ist keine Aussage zu Konzept, künstlerischem Stil, Technik, Form sowie Zugehörigkeit zu einer künstlerischen Strömung, Bewegung bzw. Gruppe verbunden. Zeitgenössische Kunst kann Malerei sein, aber beispielsweise auch in einer Form vorliegen, die sich erst in den jeweils letzten Jahren und Jahrzehnten etablierte, wie beispielsweise Videokunst, Performance, Konzeptkunst oder auch die abstrakte Metallplastik.
Die Begriffe zeitgenössische Kunst und Gegenwartskunst können nicht nur auf das einzelne Kunstwerk zielen, sondern auch auf ein schwer abgrenzbares kulturelles und ökonomisches System der Kunstproduktion, das sich teilweise mit dem Kunstbetrieb überschneidet und teilweise am Kunstmarkt orientiert. Viele Museen und regelmäßig stattfindende Kunstausstellungen sehen sich heute weltweit als Ausstellungsorte für relevante zeitgenössische Kunst. Als die bedeutendste Ausstellung für die jeweilige Gegenwartskunst gilt die alle fünf Jahre stattfindende documenta-Ausstellung in Kassel. Die Ausstellungsmacher der documenta 12 im Jahr 2007 betonten im Zusammenhang mit den Begriffen zeitgenössische Kunst und aktuelle Kunst, dass „[…] ‚aktuell‘ nicht heißt, dass die Werke gestern entstanden sind. Sie müssen für uns Heutige bedeutsam sein.“

## Kritik am Begriff
Der Globalisierungsprozess stellt allerdings den Begriff einer einheitlichen Zeitgenossenschaft in Frage. „Die ‚zeitgenössische Kunst‘ ist ein kollektives Bild der Postmoderne. […] Der sprachlichen Logik nach erhebt diese Wortverbindung den Anspruch, eine – mehr oder weniger – globale zeitgenössische Gemeinschaft zu umfassen. In Wirklichkeit agiert sie als ein Wertbegriff mit Zulassungsfunktion: Er bestimmt, was Kunst ist und was nicht. Den Kunstwerken von Zeitgenossen, welche in das etablierte Konzept der ‚zeitgenössischen Kunst‘ nicht passen, wird aufgrund dieser Differenz die künstlerische Qualität abgesprochen.“